# ألان شيرلي
ألان شيرلي (بالإنجليزية: Alan Shirley)‏ هو محامي وسياسي أمريكي، ولد في 17 نوفمبر 1937 في بيري في الولايات المتحدة. حزبياً، نشط في الحزب الديمقراطي. وقد انتخب عضو مجلس ولاية آيوا.